# 卡德摩斯
卡德摩斯（Κάδμος）是希臘神話中的一個人物。他與珀爾修斯是赫拉克勒斯之前的偉大希臘英雄。他是希臘城邦底比斯傳說中的建城者。

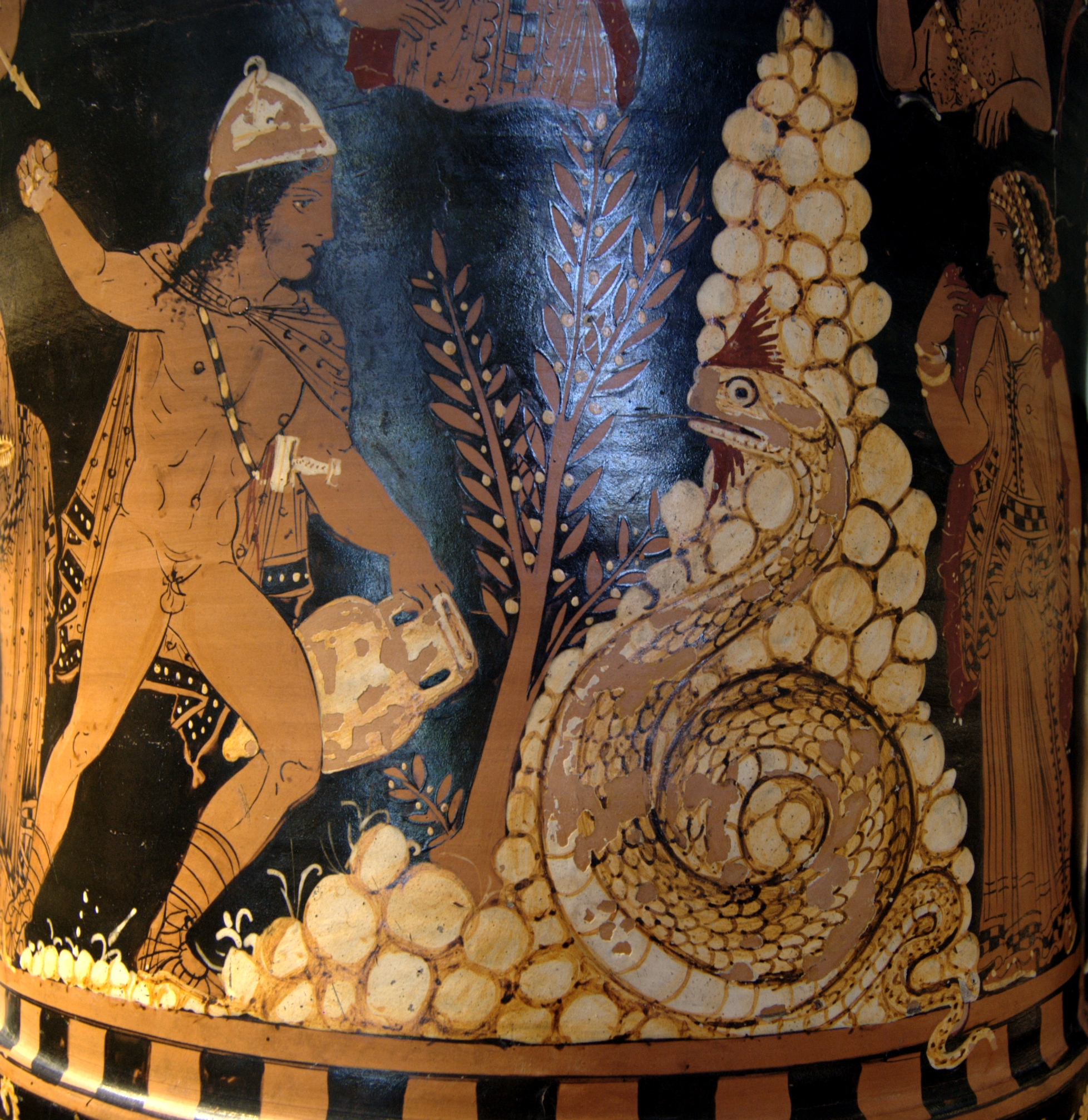
卡德摩斯

## 神話
卡德摩斯是阿格諾與特里孚莎之子，他的祖父是海神波賽頓。在他的姐姐歐羅巴被宙斯綁架而失蹤後，阿格諾派他去尋找歐羅巴。在德尔斐，卡德摩斯依照神諭跟隨一隻牛，來到了維奧蒂亞，建立了底比斯。
為了將牛獻祭給雅典娜，卡德摩斯和同伴們前往一處泉水取水。一隻惡龍突然出現並襲擊眾人，但最終被卡德摩斯斬殺。在雅典娜的指示下，卡德摩斯將龍的牙齒種進土裡，結果從土中長出了數名地生人；藉由把一塊石頭丟進他們之中卡德摩斯使他們互相殘殺，直到僅剩五人存活；他們是後來底比斯貴族的祖先。其中一人娶了卡德摩斯的女兒阿高厄，生下彭透斯。

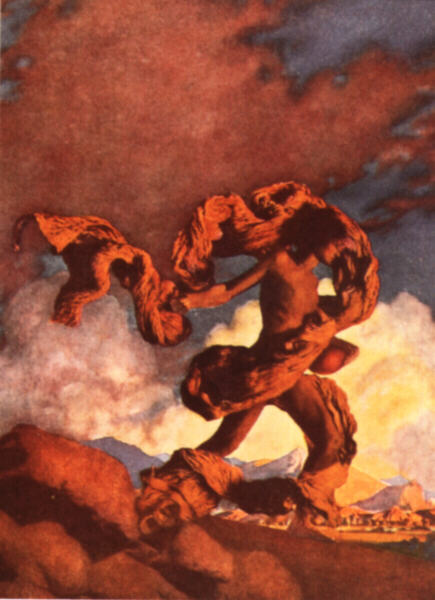
將龍之牙種進土裡的卡德摩斯

晚年，卡德摩斯將王位讓給彭透斯，他的孫子。他的妻子是特里孚莎，他們有四個女兒：阿高厄、奧托諾厄、伊諾、塞墨勒，和一個小兒子波呂多洛斯。

## 外部連結
- THEOI GREEK MYTHOLOGY（页面存档备份，存于）
- Images of Cadmus in the Warburg Institute Iconographic Database （页面存档备份，存于）